# テレビゲームソフトウェア流通協会
テレビゲームソフトウェア流通協会（テレビゲームソフトウェアりゅうつうきょうかい、Association of Retailers of TV-game Software）は、ゲームソフトの販売店により構成される任意団体。本部事務局は東京都千代田区に所在。略称ARTS。

## ARTS設立までの経緯
ARTS以前に存在した同様の団体としては、1992年に設立されたジャパンテレビゲームチェーン協会（JAG）が存在するが、ARTSは店舗単位で構成される団体であるのに対してJAGはフランチャイズチェーン（FC）単位で構成される団体である点が異なっている。
1994年12月、ソニー・コンピュータエンタテインメント（現・ソニー・インタラクティブエンタテインメント）がプレイステーション（PS）を発売するに際して「再販売価格維持」「中古品売買禁止」「同業他社への在庫転売禁止」を強制したのに対し、JAG加盟のFC間で路線対立が表面化。特に1996年5月に、ソニーの私的独占の禁止及び公正取引の確保に関する法律（以下、独禁法）違反容疑が浮上して以降、PS用ソフトの利幅が薄く、中古を扱わなければ経営が成り立たないとして、ソニーに反旗を翻すべきとする意見と、PSが主流ハードになったら新品の掛け率は引き下げられるだろうからそれまでの辛抱だと言う意見が真っ向から対立し、JAGは空中分解することになった。その後、前者はアクト（わんぱくこぞう）を中心にARTSを結成し、後者は明響社（TVパニック）やブルートを中心にテレビゲームビジネス協議会を結成する。
ARTS結成の直接的契機となったのは、ソニーの独禁法違反容疑浮上に対してソニーを支援すべくPSのサードパーティーであるカプコン、コナミ（現・コナミデジタルエンタテインメント）、光栄（現・コーエーテクモゲームス）の3社が仙台地方裁判所に起こした仮処分申請である。この仮処分申請は、東北地方でFC・シーガルを展開するコアーズを相手取り、中古ゲームソフトの売買禁止を求めるものであった。
これに対して、徹底抗戦派のFC本部や個人経営店舗が結集してコアーズを支援し、裁判所に上申書を提出した結果、この仮処分申請は取り下げられた。しかし、この仮処分取り下げはコンピュータエンターテインメントソフトウェア協会（CESA）及びコンピュータソフトウェア著作権協会（ACCS）のさらなる態度硬化を招き、販売店側もこれに対抗すべく、新たな団体を結成する必要に迫られた。こうして1996年12月11日にARTSが結成され、JAGの理事長であったアクト代表取締役社長・新谷雄二（後の日本テレビゲーム商業組合理事長）が代表理事に選出された。

## 中古ゲームソフト撲滅キャンペーン
1997年（平成9年）に入ると、独禁法違反の嫌疑を掛けられていながらも、ソニーを始めとするゲームメーカー各社の圧力は強まった。特にARTS加盟店に対しては、一方的な契約破棄や納品カットが大々的に行われ、キラータイトル『ファイナルファンタジーVII』の納品という死活問題を抱えて、ARTSを離脱する販売店も跡を絶たなかった。一方、大手FC「カメレオンクラブ」を展開する上昇の代表取締役社長・金岡勇均がテレビゲームビジネス協議会の理事長を辞任すると共に同協議会を退会し、ARTSに合流した。
1997年9月1日にACCS・CESA及び日本パーソナルコンピュータソフトウェア協会（JPSA）は「ゲームソフトは著作権法上の映画の著作物であり、中古品売買は同法第26条の頒布権を侵害する違法行為である」と主張した。
その後もARTSとメーカー側の対立は深まり、1998年（平成10年）1月14日にACCS・CESA・JPSAは合同で「違法中古ゲームソフト撲滅キャンペーン」を開始する。これに対して、ARTSは「家庭用ゲームソフトに頒布権は存在しない」とする見解を発表し、有志の弁護士・法学者らは「中古ソフト問題研究会」名義で「中古ソフトの販売は著作権法上違法ではない」という見解を公表した。一方、テレビゲームビジネス協議会に参加していた、明響社・ブルート・ボックスグループ（ドキドキ冒険島）など5社は、新たにテレビゲーム専門店協会（ACES）を結成し、ARTSとメーカー側との対立からは距離を置く姿勢を表明した。

## 裁判
1998年6月12日、カプコン、コナミ、スクウェア（現・スクウェア・エニックス）、ナムコ（現・バンダイナムコエンターテインメント）、ソニー・コンピュータエンタテインメントのメーカー側5社は「Do!」を経営する家電量販店・ノジマを著作権法違反で東京地方裁判所に提訴した。
同年7月8日、この5社にセガを加えた6社がアクト及び同社のフランチャイジーであるライズ（兵庫県伊丹市）を大阪地方裁判所に提訴した。
同年10月5日、ARTS側はノジマの中古ソフトの取扱量が少ないことにより不十分な訴訟になることが予想されたため、そのような状況を打開すべく上昇が原告となって、同社に対して中古品売買を即時停止するよう内容証明を送付していたエニックス（現・スクウェア・エニックス）に対し、その権限が存在しないことの確認を求めて東京地裁に提訴した。
1999年、ノジマが原告の主張を全て受け入れて「無条件降伏」したのを尻目に5月27日、東京地裁はARTS側の主張を全面的に認める判決を言い渡したが、大阪地裁は10月7日、メーカー側勝訴の判決を言い渡す。どちらの訴訟も控訴審で争われることになった。11月に入って公正取引委員会は、独禁法違反の対象を、前年11月に発売したドリームキャストで、ソニーと同じ条件を小売店に強要していたセガに拡大し「控訴により引き続き争われている以上、大阪地裁判決を認めない」態度を明確にした。ACCSやCESAが、会員企業に独禁法違反行為を、団体がカルテルを奨励している嫌疑が及ぶ可能性も浮上し、12月に入り中古ソフト撲滅キャンペーン3団体は「メーカーの許諾に基づく中古品売買は可能」と、今まで強硬な態度の軟化をアピールする記者会見を行った。
2001年（平成13年）3月27日、東京高等裁判所はエニックスの控訴を棄却。さらに2日後の3月29日には、大阪高等裁判所がARTS側の主張を認める逆転判決を言い渡した。メーカー側は上告するが、2002年（平成14年）4月25日に最高裁判所は、メーカー側の上告を全て棄却した。こうして、仙台地方裁判所に起こされた仮処分申請から、6年に及ぶ中古ソフト流通の法廷闘争は「中古品ゲームソフト売買は合法」の判決で終焉した。

## 最高裁判決後の活動
2002年（平成14年）2月に、日本テレビゲーム商業組合（Games Japan）が結成され、かねてからの懸案であった「ゲームソフト販売店関係団体の統合」が実現したことと、最高裁判所で完全勝訴したことから、ARTSはその役割をひとまず終了した。これに伴い、2002年6月以降は会費及び裁判対策費用の徴収を停止。大阪における訴訟の被告であったライズ代表取締役社長・上岡良和が代表理事に就任し、日本テレビゲーム商業組合の外部監査機能を担う目的に限定して存続している。